# مجردة وملموسة
في ما وراء الطبيعة، يشير التمييز بين المجرد والملموس إلى الانقسام بين نوعين من الكيانات. يرى العديد من الفلاسفة أن هذا الاختلاف له أهمية ميتافيزيقية أساسية. تشمل أمثلة الأشياء الملموسة النباتات والبشر والكواكب بينما الأشياء مثل الأعداد والمجموعات والقضايا هي كائنات مجردة. لا يوجد إجماع عام حول ما هي العلامات المميزة للملموسة والتجريدية. تتضمن الاقتراحات الشائعة تعريف التمييز من حيث الفرق بين (1) الوجود داخل الزمكان أو خارجه، (2) وجود أسباب وتأثيرات أم لا، (3) وجود محتمل أو ضروري، (4) كونه خاصًا أو عالميًا و(5) الانتماء إما إلى العالم الجسدي أو العقلي أو إلى أي منهما. وعلى الرغم من هذا التنوع في وجهات النظر، هناك اتفاق واسع النطاق فيما يتعلق بمعظم الأشياء حول ما إذا كانت مجردة أو ملموسة. لذلك، في ظل معظم التفسيرات، تتفق جميع هذه الآراء على أن النباتات، على سبيل المثال، هي أشياء ملموسة بينما الأعداد هي كائنات مجردة.
تُستخدم الكائنات المجردة بشكل شائع في الفلسفة وعلم الدلالات. ويطلق عليها أحيانًا اسم مجردة على عكس الملموسة. ويقال إن مصطلح الكائن المجرد قد صاغه ويلارد فان أورمان كواين. نظرية الأشياء المجردة هي مجال يدرس طبيعة ودور الأشياء المجردة. ويرى أن الخصائص يمكن أن ترتبط بالأشياء بطريقتين: من خلال التمثيل ومن خلال التشفير. تمثل الكائنات الملموسة خصائصها بينما تقوم الكائنات المجردة بتشفيرها فقط. يُعرف هذا النهج أيضًا باسم استراتيجية الكوبولا المزدوجة.